# Сердюк, Александр Калинович
Александр Калинович Сердю́к — советский инженер-конструктор, лауреат Сталинской премии.

## Биография
В 1931 году окончил Днепропетровский горный институт.
Работал на Горловском машиностроительном заводе. В 1932 году участвовал в Первом Всесоюзном конкурсе на лучший проект угольного комбайна и получил поощрительную премию. В 1939 году награждён орденом.
С марта 1940 года начальник СКБ Горловского завода. Один из авторов угольных комбайнов С-24 и С-29.
После войны — начальник СКБ Гипроуглемаша Запада (Государственный проектно-конструкторский и экспериментальный институт угольного машиностроения в Западных районах).

## Награды и премии
- Сталинская премия второй степени (1948) — за разработку конструкции и внедрение в производство высокопроизводительного комбайна системы Макарова для одновременной зарубки, отбойки и погрузки угля на транспортёр в длинных забоях